# Horche
Horche es un municipio y localidad española de la provincia de Guadalajara, en la comunidad autónoma de Castilla-La Mancha. El término municipal, ubicado en la comarca de La Alcarria, tiene una población de 2934 habitantes (INE 2024).

## Geografía
Horche pertenece a la comarca de La Alcarria. El pueblo se encuentra a 12 km de la capital provincial, Guadalajara. Por su término municipal pasa la carretera nacional N-320, entre los pK 256 y 265, así como  las carreteras locales que conectan con Lupiana y Yebes. El pueblo se eleva a 895 m sobre el nivel del mar. Ocupa un páramo alcarreño junto al valle del río Ungría, afluente del río Tajuña. Se pueden contemplar grandes vistas hacia el este de la población. El punto más elevado del término municipal se sitúa en La Charola, a 940 m de altitud. La sierra de Horche asciende hasta los 934 m de altura. Y se desciende hasta los 700 m a orillas del valle del Ungría. Limita con los municipios de Guadalajara, Lupiana, Romanones, Yebes y Armuña de Tajuña. Su clima puede considerarse de tipo mediterráneo continental, según la clasificación de Koppen, caracterizado por los de inviernos secos y fríos y veranos cálidos y secos.

## Etimología
El topónimo de Horche puede provenir del diminutivo latino Hortum, que significa "huertecillo". Otra teoría relaciona Horche con el latín ulice, que significa "brezo", derivando a ulch y orch en un claro influjo mozárabe. Otra teoría sostiene el origen vasco del nombre (hortxe significa "ahí mismo" en euskera actual, aunque según el cronista oficial de la provincia, significaría "la casa de arriba"), al igual que ocurre con otros pueblos de la zona como Chiloeches, Escariche o Aranzueque.
Opina Talamanco (1986, 36), basándose en el Bachiller Miguel Pérez, que este nombre es fruto de la repoblación de los vizcaínos, así vendría del vasco como 'ahí arriba, ahí, en esta parte, o lugar fingiendo como una competencia o variedad', pues al parecer un vizcaíno dijo: «Horche, o ahí arriba». Tal vez Talamanco se apoye en la forma vasca ORTSE, que para Azkúe (1969 II, 135) es 'ahí mismo'. Ortiz y Rubio (1989, 2) dicen que Horche procede del vasco ORETXTEA, pero no dan significado a esta forma, que se puede interpretar como 'junto a la casa' o 'la casa de al lado'. Aunque Nieto (1997, 121 y 181) relaciona Horche con el latín ULICE 'brezo', la derivación hacia *URCH, *URCH, *OLCH u *ORCH se produce por el influjo mozárabe-árabe de la zona, pensamos que dada su ubicación en las proximidades de un valle fértil, se puede relacionar con 'huerto', como propone Menéndez Pidal (1973, 164), además apunta Madoz (1987 II, 83) que sus manantiales riegan algunas hortalizas.
A partir de 1851, empieza escribirse con hache, fecha de la llegada del escribanía Ramualdo Villalbilla, natural de Carabaña. Villalbilla llegó a ser escribano, notario y alcalde. Cargo este último por el que fue nombrado por el general Prim tras su levantamiento. Impulsó la hache inicial en contra de los orchanos, pero no dejó un solo reflejo en el libro de actas del ayuntamiento, por lo que se convirtió en un acto de hecho pero no de derecho. El primer acta con Horche con H no lo firmó ningún miembro del ayuntamiento por discrepancias con la norma.Aún así las tensiones producidas por ello estuvieron presentes hasta 1905.

## Historia

### Prehistoria y Edad Antigua
En su término se han hallado restos arqueológicos que atestiguan su poblamiento desde el Paleolítico. Se han hallado restos arqueológicos en los parajes de El Castillo y cueva de La Galiana que datan de la Edad del Bronce, concretamente del Musteriense y Bronce Medio, y en la Fuensanta, al Bronce Inicial y Medio.
Por la etimología presumiblemente prerromana del topónimo Orche (grafía utilizada hasta el siglo XIX), el arqueólogo Pere Bosch i Gimpera la identificó con la Illarcurris de los carpetanos.

### Edad Media
Sabían los árabes de buena mesa, comodidades, lujos y hogares confortables, por eso Side Abdremen, Gobernador de Guadalajara en el siglo VIII, fundó una alquería en la que disfrutar de sus días de descanso en este paraje de verde vegetación, abundantes y frescas aguas y buen clima al que llamó ORCHE, en recuerdo de su Horche de la Mesopotamia.
Convivía esta alquería con tres poblados que la circundaban: San Pedro de Valverde, La Magdalena, y Alcontote, hasta que la población fue conquistada a los musulmanes por el primo del Cid, Alvar Fáñez de Minaya la víspera de San Juan del año 1085, antes de tomar la vecina y amurallada Guadalajara. Después decidieron juntarse todas las poblaciones en lo alto de Horche y allí hacer una casa fuerte o castillo en el que defenderse. Al castillo se le llamó de Mairena o Mayrena en honor de María Reina, posiblemente la mayor hacendada y promotora de la obra. Se levantó en el lugar donde hoy está la que fuera ermita de San Sebastián.
Entre los siglos XII y XVI, Horche formó parte de la Comunidad de villa y tierra de Guadalajara, en cuyo alfoz se incluía en el fuero de 1133.

### Edad Moderna
Los pleitos con Guadalajara fueron frecuentes, hasta que los horchanos lograron su independencia por una orden de 20 de diciembre de 1537, comprando el privilegio de villazgo al Emperador Carlos V. En dos plazos, los entonces 300 vecinos pagaron de forma alícuota a la Corona la suma de 1 875 000 maravedíes. Ello les dio derecho a constituir concejo, jurisdicción sobre sus términos y a erigir rollo o picota y horca. Posteriormente se elaboraron las ordenanzas que regulaban el funcionamiento institucional de la nueva villa como señorío de behetría.
La obtención de la independencia respecto a Guadalajara no terminó con los conflictos. Durante los siglos XVI y XVII sus vecinos destacaron por la porfía y tenacidad con que defendían sus derechos tanto contra la ciudad vecina como contra el Concejo de la Mesta, tanto que en la segunda mitad del siglo XVI eran conocidos en Guadalajara como los cabezudos.
En el censo de Pecheros de 1528, en el que no se contaban eclesiásticos, hidalgos y nobles, se registra la existencia 286 pecheros, es decir unidades familiares que pagaban impuestos.
En 1575, según las Relaciones topográficas de Felipe II, la villa tenía 500 vecinos (unos 2200 habitantes), todos ellos labradores. Su economía se basaba en la agricultura (trigo, vid, olivo y cáñamo) y la ganadería ovina. A finales de la centuria, la localidad sufrió los efectos devastadores de varias epidemias. Especialmente grave fue la de peste bubónica declarada en julio de 1599, en la que perdió la mitad de sus 600 vecinos.
En 1625, la villa fue vendida a Leonor de Guzmán y Silva, en nombre de su hijo Rodrigo de Silva y Mendoza, IV duque de Pastrana, que en 1654 acordó con la villa su independencia. Desde entonces, Horche fue gobernada por alcaldes ordinarios.
La villa sufrió mucho durante la guerra de Sucesión. El primer impacto se produjo en 1706 cuando tropas portuguesas procedentes de Alcalá de Henares recaudaron contribuciones, exigieron granos y realizaron acciones de forrajeo. Poco después las tropas del pretendiente el archiduque Carlos, pernoctaron en la villa. Por la mañana, tras oír el pretendiente y futuro Carlos VI del Sacro Imperio Romano Germánico misa en la ermita de La Soledad, continuaron camino hacia Guadalajara. Más graves fueron los sucesos del 6 de diciembre de 1710. Tropas británicas dirigidas por el general británico James Stanhope se presentaron ante ella. La cincuentena de soldados felipistas que se encontraban, junto a los varones que habían sido movilizados como milicia, optaron por retirarse hacia los bosques vecinos, mientras las mujeres se encerraban en la iglesia parroquial y el convento de San Francisco. Los soldados ingleses incendiaron y destruyeron la iglesia de San Pedro de Valverde y posteriormente saquearon las casas de la localidad. Según relata fray Juan de Talamanco, las mujeres quedaron muy impresionadas por los actos sacrílegos realizados en las iglesias contras las formas sagradas. Como efectos del saqueo se desencadenó un devastador incendio que destruyó un centenar de casas y sus fábricas de paños. Hubo en Horche, desde el siglo XVI, numerosas fábricas de paños y lienzos, constando la existencia de hasta dos decenas de telares y un centenar de personas dedicadas a esta artesanía, de la que nada queda hoy en día (recuerdo de ello es la plaza del Peinado, donde se llevaba uno de los procesos de la lana). Al final del día aparecieron tropas de Caballería de Bracamonte, que obligó a los británicos a retirarse hacia el norte, donde dos días después fueron batidos en la Batalla de Brihuega.

### Edad Contemporánea
La localidad aparece descrita en el sexto volumen del Diccionario geográfico-estadístico-histórico de España y sus posesiones de Ultramar de Pascual Madoz de la siguiente manera: 
Según el Diccionario de Pascual Madoz, hacia 1845 había una población de 1884 personas, que vivían en 420 casas. La casa consistorial contaba con cárcel y había un pósito. A la escuela acudían 110 alumnos, percibiendo el profesor 2500 reales más las retribuciones que recibía de sus discípulos. El presupuesto municipal era de 25 910 reales, que se cubría con 15 300 de ingresos procedentes de propios y el resto por reparto vecinal. La economía se basaba en el cultivo de trigo, cebada, centeno, avena, aceite, vino y legumbres y la cría de ganado ovino, caprino, vacuno y porcino. La industria se reducía a la fabricación de paños ordinarios, dos molinos harineros, dos aceiteros, una prensa hidráulica y un batán. En 1846 el político y financiero Simón de Roda estableció una fábrica de aceite dotada de prensa hidráulica que arrinconaba a las antiguas prensas de almazaras.
El comercio se realizaba en 5 tiendas de mercería y los caminos a Guadalajara y Armuña de Tajuña eran buenos, pudiendo circular carruajes, mientras el resto eran de herradura. La feria se celebraba entre el 10 y 14 de octubre y el mercado de los domingos se suspendió por falta de asistencia. También tenían importancia el aprovechamiento forestal (robles y chaparros), la caza (perdices, liebres y conejos) y la pesca en el río Ungría.
Después de la primera epidemia del cólera de 1834-1835, llegó una segunda en 1855 (cerca de 10.000 muertos en tres meses en la provincia de Guadalajara), afectó a todas las comarcas por igual. El pueblo se encomendó a Dios y esas rogativas pasaron a convertirse en tradición “con la procesión del medio real, en recuerdo del que cada vecino puso para costear la iluminación de la Virgen de la Soledad”. En ese mismo año 1855, a primeros de septiembre, se sumaron los estragos causados por las lluvias y tempestades en algunos pueblos de la provincia de Guadalajara: Cifuentes, Tendilla, Lupiana, Romanones… y Horche quedaron en la miseria. La inundación arrasó los campos y sus cosechas, se llevó varios molinos y casas de labor.
En 1915 la localidad contaba con dos molinos aceiteros, un batán (conservaba parte de su producción textil) y ya disponía de alumbrado eléctrico.
Desde entonces, la localidad se ha transformado, y junto al sector primario, ha desarrollado la industria (muebles, construcción, imaginería, alimentación y bebidas) y el turismo.

## Demografía
Horche cuenta con una población de 2934 habitantes (INE 2024).
| Gráfica de evolución demográfica de Horche entre 1842 y 2021                                                        |
| |
| Población de derecho según los censos de población del INE Población de hecho según los censos de población del INE |

En la última década, Horche ha experimentado un intenso crecimiento demográfico, ligado a su condición de localidad dormitorio de Guadalajara.
| Evolución de la población de Horche (1857-2011) | Evolución de la población de Horche (1857-2011) | Evolución de la población de Horche (1857-2011) | Evolución de la población de Horche (1857-2011) | Evolución de la población de Horche (1857-2011) | Evolución de la población de Horche (1857-2011) | Evolución de la población de Horche (1857-2011) | Evolución de la población de Horche (1857-2011) | Evolución de la población de Horche (1857-2011) | Evolución de la población de Horche (1857-2011) | Evolución de la población de Horche (1857-2011) | Evolución de la población de Horche (1857-2011) | Evolución de la población de Horche (1857-2011) | Evolución de la población de Horche (1857-2011) | Evolución de la población de Horche (1857-2011) | Evolución de la población de Horche (1857-2011) | Evolución de la población de Horche (1857-2011) |      |      |      |
| 1857                                            | 1860                                            | 1877                                            | 1887                                            | 1897                                            | 1900                                            | 1910                                            | 1920                                            | 1930                                            | 1940                                            | 1950                                            | 1960                                            | 1970                                            | 1981                                            | 1991                                            | 2001                                            | 2011                                            | 2012 | 2014 | 2016 |
| ----------------------------------------------- | ----------------------------------------------- | ----------------------------------------------- | ----------------------------------------------- | ----------------------------------------------- | ----------------------------------------------- | ----------------------------------------------- | ----------------------------------------------- | ----------------------------------------------- | ----------------------------------------------- | ----------------------------------------------- | ----------------------------------------------- | ----------------------------------------------- | ----------------------------------------------- | ----------------------------------------------- | ----------------------------------------------- | ----------------------------------------------- | ---- | ---- | ---- |
| 1881                                            | 1898                                            | 1929                                            | 1857                                            | 1791                                            | 1850                                            | 1943                                            | 1786                                            | 1696                                            | 1714                                            | 1621                                            | 1442                                            | 1296                                            | 1179                                            | 1092                                            | 1523                                            | 2484                                            | 2510 | 2473 | 2540 |
| 2017                                            | 2018                                            | 2019                                            | 2020                                            | 2021                                            | 2022                                            |                                                 |                                                 |                                                 |                                                 |                                                 |                                                 |                                                 |                                                 |                                                 |                                                 |                                                 |      |      |      |
| 2542                                            | 2538                                            | 2535                                            | 2622                                            | 2702                                            | 2751                                            |                                                 |                                                 |                                                 |                                                 |                                                 |                                                 |                                                 |                                                 |                                                 |                                                 |                                                 |      |      |      |

## Política y administración
Se conocen los siguientes alcaldes previos a esta fecha:
Pablo Muñoz; Juan de Hernández Pérez, alcaldes ordinarios= 1575
Diego Ruizal, alcalde ordinario= 1590…
Bernardo Pérez y Eugenio García, alcaldes ordinarios= 1661
Licenciado Juan Ruiz, Abogado de los Reales Consejos, y Manuel Lozano, alcaldes ordinarios= 1692
Francisco de Asís Batllón= 1876...
Gabriel Catalán= 1888...
Mariano del Rey Calvo= 1896...
Antonio Fernández Moral= 1902…
Faustino del Rey= 1908…
Vicente Ruiz Cortés= 1926 ...
Eugenio Ruiz Cortés= 1929...
Julián Prado del Rey (Guerra Civil)
Actualmente el Ayuntamiento de Horche está gobernado por el Partido Socialista Obrero Español. Su alcalde es Manuel Salvador Ruiz, cabeza de lista de la formación.
| Alcaldes de Horche desde 1979 | Alcaldes de Horche desde 1979 | Alcaldes de Horche desde 1979     |
| Alcalde                       | Legislatura                   | Partido                           |
| ----------------------------- | ----------------------------- | --------------------------------- |
| Claudio Calvo García          | 1979-1983                     | Unión de Centro Democrático       |
| Pedro García Moya             | 1983-1987                     | Coalición Popular                 |
| Pedro García Moya             | 1987-1991                     | Alianza Popular                   |
| Enrique Cortés Pérez          | 1991-1995                     | Partido Popular                   |
| Antonio Calvo López           | 1995-1999                     | Partido Socialista Obrero Español |
| Antonio Calvo López           | 1999-2003                     | Partido Socialista Obrero Español |
| Antonio Calvo López           | 2003-2007                     | Partido Socialista Obrero Español |
| Juan Manuel Moral Calvete     | 2007-2011                     | Partido Socialista Obrero Español |
| Juan Manuel Moral Calvete     | 2011-2015                     | Partido Socialista Obrero Español |
| Juan Manuel Moral Calvete     | 2015-2019                     | Partido Socialista Obrero Español |
| Juan Manuel Moral Calvete     | 2019-2023                     | Partido Socialista Obrero Español |
| Manuel Salvador Ruiz          | 2023-                         | Partido Socialista Obrero Español |

### Elecciones municipales
El Partido Socialista Obrero Español ha triunfado en las últimas siete elecciones municipales (1995-2019), con mayoría absoluta.
| Elecciones municipales en Horche (1979-2015) | Elecciones municipales en Horche (1979-2015) | Elecciones municipales en Horche (1979-2015) | Elecciones municipales en Horche (1979-2015) | Elecciones municipales en Horche (1979-2015) | Elecciones municipales en Horche (1979-2015) | Elecciones municipales en Horche (1979-2015) | Elecciones municipales en Horche (1979-2015) | Elecciones municipales en Horche (1979-2015) | Elecciones municipales en Horche (1979-2015) | Elecciones municipales en Horche (1979-2015) | Elecciones municipales en Horche (1979-2015) | Elecciones municipales en Horche (1979-2015) | Elecciones municipales en Horche (1979-2015) | Elecciones municipales en Horche (1979-2015) | Elecciones municipales en Horche (1979-2015) | Elecciones municipales en Horche (1979-2015) | Elecciones municipales en Horche (1979-2015) | Elecciones municipales en Horche (1979-2015) | Elecciones municipales en Horche (1979-2015) | Elecciones municipales en Horche (1979-2015) | Elecciones municipales en Horche (1979-2015) | Elecciones municipales en Horche (1979-2015) | Elecciones municipales en Horche (1979-2015) | Elecciones municipales en Horche (1979-2015) | Elecciones municipales en Horche (1979-2015) | Elecciones municipales en Horche (1979-2015) | Elecciones municipales en Horche (1979-2015) | Elecciones municipales en Horche (1979-2015) | Elecciones municipales en Horche (1979-2015) | Elecciones municipales en Horche (1979-2015) |
| Partido                                      | Elecciones municipales de 1979               | Elecciones municipales de 1979               | Elecciones municipales de 1979               | Elecciones municipales de 1983               | Elecciones municipales de 1983               | Elecciones municipales de 1983               | Elecciones municipales de 1987               | Elecciones municipales de 1987               | Elecciones municipales de 1987               | Elecciones municipales de 1991               | Elecciones municipales de 1991               | Elecciones municipales de 1991               | Elecciones municipales de 1995               | Elecciones municipales de 1995               | Elecciones municipales de 1995               | Elecciones municipales de 1999               | Elecciones municipales de 1999               | Elecciones municipales de 1999               | Elecciones municipales de 2003               | Elecciones municipales de 2003               | Elecciones municipales de 2003               | Elecciones municipales de 2007               | Elecciones municipales de 2007               | Elecciones municipales de 2007               | Elecciones municipales de 2011               | Elecciones municipales de 2011               | Elecciones municipales de 2011               | Elecciones municipales de 2015               | Elecciones municipales de 2015               | Elecciones municipales de 2015               |
| Partido                                      | Votos                                        | %                                            | Con.                                         | Votos                                        | %                                            | Con.                                         | Votos                                        | %                                            | Con.                                         | Votos                                        | %                                            | Con.                                         | Votos                                        | %                                            | Con.                                         | Votos                                        | %                                            | Con.                                         | Votos                                        | %                                            | Con.                                         | Votos                                        | %                                            | Con.                                         | Votos                                        | %                                            | Con.                                         | Votos                                        | %                                            | Con.                                         |
| -------------------------------------------- | -------------------------------------------- | -------------------------------------------- | -------------------------------------------- | -------------------------------------------- | -------------------------------------------- | -------------------------------------------- | -------------------------------------------- | -------------------------------------------- | -------------------------------------------- | -------------------------------------------- | -------------------------------------------- | -------------------------------------------- | -------------------------------------------- | -------------------------------------------- | -------------------------------------------- | -------------------------------------------- | -------------------------------------------- | -------------------------------------------- | -------------------------------------------- | -------------------------------------------- | -------------------------------------------- | -------------------------------------------- | -------------------------------------------- | -------------------------------------------- | -------------------------------------------- | -------------------------------------------- | -------------------------------------------- | -------------------------------------------- | -------------------------------------------- | -------------------------------------------- |
| PSOE                                         | -                                            | -                                            | -                                            | 135                                          | 18,75                                        | 1                                            | 293                                          | 39,07                                        | 3                                            | 298                                          | 53,59                                        | 4                                            | 433                                          | 49,60                                        | 5                                            | 578                                          | 57,97                                        | 5                                            | 642                                          | 59,33                                        | 6                                            | 534                                          | 47,76                                        | 5                                            | 674                                          | 52,74                                        | 6                                            | 727                                          | 57,15                                        | 7                                            |
| AP / 'PP'                                    | -                                            | -                                            | -                                            | 420                                          | 58,33                                        | 6                                            | 452                                          | 60,27                                        | 6                                            | 396                                          | 40,32                                        | 5                                            | 423                                          | 48,45                                        | 4                                            | 402                                          | 40,32                                        | 4                                            | 408                                          | 37,71                                        | 3                                            | 492                                          | 44,01                                        | 4                                            | 565                                          | 44,21                                        | 5                                            | 504                                          | 39,62                                        | 4                                            |
| PCE / IU                                     | -                                            | -                                            | -                                            | 165                                          | 22,92                                        | 2                                            | -                                            | -                                            | -                                            | -                                            | -                                            | -                                            | -                                            | -                                            | -                                            | -                                            | -                                            | -                                            | -                                            | -                                            |                                              | 76                                           | 6,80                                         | -                                            | -                                            | -                                            | -                                            | -                                            | -                                            | -                                            |
| UCD                                          | 442                                          | 63,14                                        | 6                                            | -                                            | -                                            | -                                            | -                                            | -                                            | -                                            | -                                            | -                                            | -                                            | -                                            | -                                            | -                                            | -                                            | -                                            | -                                            | -                                            | -                                            | -                                            | -                                            | -                                            | -                                            | -                                            | -                                            | -                                            | -                                            | -                                            | -                                            |
| CDS                                          | -                                            | -                                            | -                                            | -                                            | -                                            | -                                            | -                                            | -                                            | -                                            | 30                                           | 4,06                                         | -                                            | -                                            | -                                            | -                                            | -                                            | -                                            | -                                            | -                                            | -                                            | -                                            | -                                            | -                                            | -                                            | -                                            | -                                            | -                                            | -                                            | -                                            | -                                            |
| UN                                           | 76                                           | 10,86                                        | 1                                            | -                                            | -                                            | -                                            | -                                            | -                                            | -                                            | -                                            | -                                            | -                                            | -                                            | -                                            | -                                            | -                                            | -                                            | -                                            | -                                            | -                                            | -                                            | -                                            | -                                            | -                                            | -                                            | -                                            | -                                            | -                                            | -                                            | -                                            |
| PRGU                                         | -                                            | -                                            | -                                            | -                                            | -                                            | -                                            | -                                            | -                                            | -                                            | -                                            | -                                            | -                                            | -                                            | -                                            | -                                            | -                                            | -                                            | -                                            | 6                                            | 0,55                                         | -                                            | -                                            | -                                            | -                                            | -                                            | -                                            | -                                            | -                                            | -                                            | -                                            |
| Independientes                               | 182                                          | 26,00                                        | 2                                            | -                                            | -                                            | -                                            | -                                            | -                                            | -                                            | -                                            | -                                            | -                                            | -                                            | -                                            | -                                            | -                                            | -                                            | -                                            | -                                            | -                                            | -                                            | -                                            | -                                            | -                                            | -                                            | -                                            | -                                            | -                                            | -                                            | -                                            |

## Patrimonio artístico y arquitectura

### Iglesia parroquial de la Asunción
Su monumento más importante es la iglesia de Asunción de Santa María, se finalizó hacia 1622-1627. De estilo renacentista y barroco. El 1 de abril de 1847, a las 21,30 horas se derrumbó su torre, por lo que se construyó la actual, levantándose con ladrillo doble y chapitel, por canteros gallegos, finalizándose en la década siguiente. 
Los actuales soportales son del siglo XX, algunos recuperados del antiguo monasterio de Lupiana.  En el interior destaca su techumbre de madera en estilo neomudéjar, sobre el altar. Asimismo tiene una capilla anexa del siglo XVIII. Durante la Guerra Civil la iglesia parroquial fue saqueada y convertida en cuartel. El retablo de altar mayor, instalado en 1535, fue destruido salvo el remate superior y hoy está colocado en el altar de la Dolorosa. Se destruyeron decenas de imágenes de los siglos XVI, XVII y XVIII, salvándose únicamente ocho de ellas que se pudieron trasladar a la Diputación de Guadalajara. También fue destruida la pila de bautismo, originaria de 1560, así como todos los libros parroquiales, que incluían nacimientos, bodas y fallecimientos desde inicios del siglo XVI al XVIII.
Señalar que cáliz y vinajeras para la eucaristía (1779 y 1781, respectivamente), en esta iglesia fueron realizados por el platero Bartolomé Simón Bravo.
La iglesia tiene dos puertas, a los pies y lado Evangelio (sur).
En 1928 se publicaba en el periódico El Liberal que no hacía mucho tiempo realizando unas obras en el altar de la Iglesia, hallaron unas tablas flamencas, un tríptico empotrado entre el altar y la pared, que a punto estuvo de hacerse astillas cuando lo encontraron, al parecer escondida cuando la invasión francesa.

### Plaza Mayor
La plaza es el espacio público más concurrido de la localidad, y junto con sus calles aledañas forma su principal núcleo comercial.

### Ayuntamiento
El actual edificio presenta doble arquería arquitrabada y torre coronada por un reloj. 
En 1552 el ayuntamiento estaba situado en la calle que sube a la plaza y allí se restauró para albergar el archivo donde guardar los papeles pertenecientes al Concejo. También contaba con cárcel, denominándose cárcel vieja, porque el ayuntamiento se trasladó desde allí a su actual ubicación en el centro de la plaza hacia el año 1600. En 1602 se mandó preparar en la Sala Capitular el Archivo de la Villa.
El ayuntamiento se remodeló en la planta superior y cubierta, en la década de los ochenta, para adaptarlo a los actuales servicios municipales, entre ellos el archivo municipal de Horche. Hacia el año 2019, se remodelan los espacios interiores, para albergar en planta baja los servicios a los ciudadanos, y con ello, mejorar la accesibilidad a personas de movilidad reducida.

### Casa Cuartel Guardia Civil
Según la prensa del siglo XIX, ya se indicó la necesidad de que el pueblo contara con un puesto de la Guardia Civil, todo ello vino propiciado por el crimen cometido por un tabernero de Horche el 20 de junio de 1862, quien mató a una mujer de 50 años de edad e hirió de gravedad a otras dos mujeres en plena calle. El periódico La Iberia relató días después [25 de junio] los hechos y apuntó la necesidad de que hubiera un puesto de Guardia Civil en la localidad, para prestar apoyo al juzgado de Guadalajara.
Los datos de la instalación de la Guardia Civil en Horche puede verse en las Actas de las sesiones del Ayuntamiento. El día de 7 de diciembre de 1876 se describe el arrendamiento de una Casa cuartel para el Benemérito Cuerpo. Preside la sesión el alcalde D. Francisco de Asís Batllón, y el acta dice: “Habiéndose acordado por el Gobierno de S.M., el establecimiento de un puesto de la Guardia Civil y habiéndose ofrecido por el Ayuntamiento pagar el alquiler de la casa, se acordó contratar con Ignacio Chiloeches y Antonio Montiel como testamentarios de María Díez Álvarez, para si gustaban arrendar la casa de esta señora en la calle San Roque número 20”. 
Después de la discusión del caso, se acordó arrendar dicha casa que constaba de varias habitaciones y dependencias. El alquiler anual fue de 72 duros (360 pesetas) a razón de 6 duros (30 pesetas) al mes.
Doce años más tarde, en 1888, siendo alcalde D. Gabriel Catalán, se dio cuenta, en la sesión municipal del 19 de febrero de una comunicación del Sr. Comandante de la Guardia Civil de esta provincia referente a que “si no se facilita una casa que reúna condiciones, para la instalación de la Guardia de Caballería, en lugar de la Infantería que hoy existe, tendrá que trasladar dicha fuerza a otro pueblo”.
La corporación decidió solventar todos los gastos de obras que deberían hacerse para condicionar la casa de D. Francisco Batllón calle Vallejo número 37. En el mismo año se acordó por unanimidad sacar a subasta el suministro de paja y cebada de los caballos de la Guardia Civil.
En 1894 el puesto de la Guardia Civil de Illana se trasladó a Horche aumentando la dotación de guardias. En 1896 el Ayuntamiento recibe una comunicación del Sr. Comandante Jefe de la Guardia Civil por la que se reclama la inmediata reparación de algunas deficiencias de la Casa Cuartel y que si no se hiciera propondría el traslado de esta Fuerza a otro pueblo. El cabildo presidido por el alcalde D. Mariano del Rey Calvo, acuerda que se repare inmediatamente la Casa Cuartel.
Cuando sólo hacía 16 días de la inauguración de la luz eléctrica, año 1901 (Ángel Ayuso y Compañía inició la actividad en un molino De la Villa), el Capitán de la Guardia Civil y Comandante del puesto de esta villa, pide que se ponga, una luz de 10 bujías en el exterior de la Casa Cuartel y que a cambio se supriman otras lámparas, para así no hacer más gravoso el presupuesto.
En 1908 el Primer Teniente de la Guardia Civil de la Línea de Guadalajara, manifestó que habiéndose reunido con Dña. Leonor del Castillo, como dueña de la Casa Cuartel, le pide que haga reparaciones y reformas necesarias. Finalmente tras varios desacuerdos la Casa Cuartel se traslada a una casa ofrecida por Dña. Margarita Fernández “La Lega” en la calle Vallejo, número 19. 
En 1929 el Ayuntamiento, cuyo alcalde era D. Eugenio Ruiz Cortés (de la familia apodada "Cencerros"), mandó construir el actual edificio en la calle San Roque número 46, esquina con la calle San Juan, dentro del casco histórico del pueblo, con dos plantas, cuatro viviendas y un total de 148 metros cuadrados construidos en superficie.
Proyectada en el año 1931 por A. Bravo, la Casa-Cuartel fue inaugurada el 29 de abril de 1933, presidido por el gobernador Civil de la provincia, al que acompañaba el señor Comandante Juan Acevedo y autoridades locales, siendo madrina de la bandera Micaela Ruiz, y lo ha sido ininterrumpidamente, salvo los años de la Guerra Civil que fue ocupada por el cuerpo de Dinamiteros.
Presenta arquitectura tradicional en piedra y edificio principal flanqueado por semitorres. Se podría decir que tiene una arquitectura militar, con una imagen cargada de simbolismos castrenses basada en la presencia de “torreones”, garitas o pretiles almenados. Cierto es que se sitúa en altura con gran pretil en la calle de San Roque y patio abierto a ambos lados del edificio. Es la mejor descripción, para un edificio que mantiene su pose y hechura, que alberga el Puesto de Guardia de la zona. Sufrió una importante rehabilitación en 2009 y a finales de 2010 una reforma integral, así uno de los cinco pabellones se ha utilizado para ampliar las dependencias oficiales de la instalación, mientras que los otros han sido rehabilitados (excepto los muros del exterior). La inversión procedía del Plan para el Estímulo de la Economía y el Empleo que puso en marcha por el Gobierno de España en ese momento a través del Ministerio del interior con una partida cercana a los 480.000 euros.
En octubre de 2023, se recepcionaron los trabajos de renovación y ampliación de la pavimentación del patio trasero en el complejo correspondiente al Cuartel de la Guardia Civil. Las obras fueron incluidas en el convenio suscrito entre la Diputación Provincial de Guadalajara y la Dirección General de la Guardia Civil del año 2022. Los trabajos consistieron en la demolición de los pavimentos, bordillos e instalaciones existentes, la ejecución de la red de saneamiento para la recogida del agua de pluviales y la previsión para la ampliación de líneas de alumbrado y punto de recarga de vehículos eléctricos, la cimentación para la futura instalación de una marquesina de aparcamiento, el encintado de bordillo perimetral y la pavimentación de aceras y zonas de circulación de vehículos. Actuaciones en una superficie de 740 m², con una inversión total de 42.380,35 euros.

### Convento de San Francisco
Convento de los padres franciscanos observantes de San Juan de la Penitencia, también aparece en documentación del siglo XVII como convento de San Juan Bautista.  El Convento de San Francisco de Horche según se consignó en escritura de 3 de octubre de 1602 fue creado por Jerónimo de la Rúa, que había sido catedrático en Teología en la Universidad de Toledo y que pasó a ser (el octavo) párroco de la villa. Acordó con el ayuntamiento pedir las  debidas licencias para hacer la fundación, sin costa ninguna por parte del consistorio, pues la hacía por entero el Dr. De la  Rúa. La población del convento no se hizo hasta 1605 en que fueron los frailes.

### Ermita de la Virgen de la Soledad

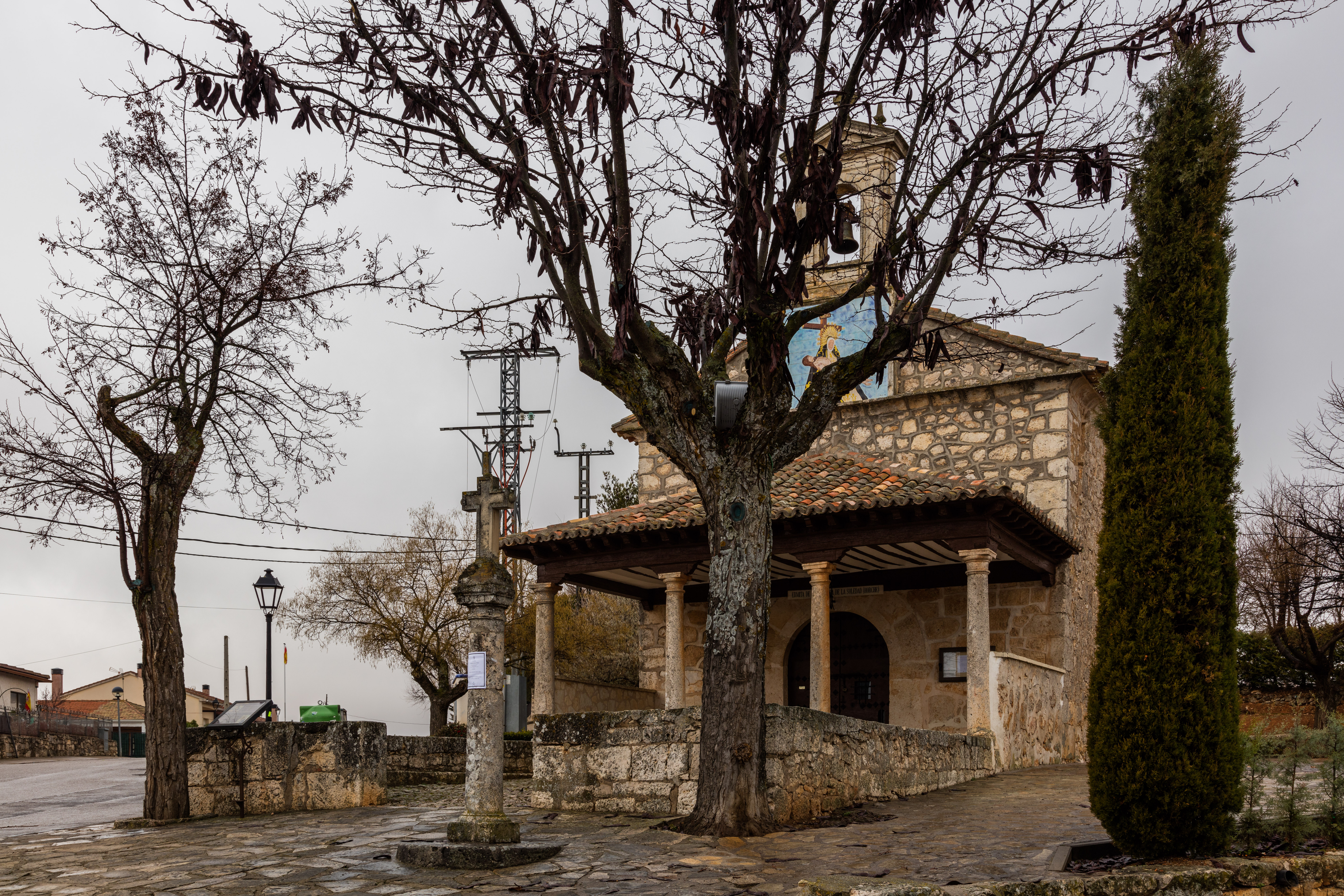
Ermita de Nuestra Señora de la Soledad

Horche cuenta con cuatro ermitas en su núcleo urbano. La más importante desde el punto de vista artístico y religioso es la de la Soledad. Fue consagrada el 18 de julio de 1565, aunque su construcción tuvo lugar poco antes, está dedicada a la patrona del pueblo, la Virgen de la Soledad. 
En su interior las imágenes que contiene, que procesionan en Semana Santa, entre ellas la imagen de la Virgen de la Soledad; que fue enviada a Guadalajara para salvarla de su destrucción durante la guerra civil española. La imagen de la Virgen se traslada a la iglesia de Nuestra Señora de la Asunción, donde regresa cada año en las celebraciones de la Semana Santa, la celebración del Voto Villa cada tercer domingo de mayo y las fiestas de Nuestra señora de la Soledad el 8 de septiembre, fecha de la Fiesta Grande; regresa a su ermita cada 12 se septiembre. 
Destaca el suelo empedrado con canto rodado del acceso a la ermita, considerado uno de los pocos vestigios que quedan de este tipo de suelos en el pueblo. En sus inmediaciones se ubican un calvario y el cementerio municipal. 

### Calvario
Delante de la ermita de la Virgen de la Soledad, está situada la cruz o calvario que en origen sería del s. XVII y estaba bajo cuidado de la Cofradía de la Vera-Cruz. El 13 de junio de 1624 "se plantaron olivos, que recuerdan los trabajos de Jesús en el Monte de las Olivos”. Según antigua foto de Tomás Camarillo, la cruz fue situada al lado izquierdo de la ermita, en lugar de en el centro y sustituida la cruz, pues no corresponde con la fotografiada tomada por este fotógrafo a principios del s. XX.
En la basa de la cruz de piedra, se ubica uno de los veintitantos clavos de nivelación del Instituto Geográfico Nacional (IGN).

### Cementerio
Según fue publicado en el Boletín Oficial de la provincia de Guadalajara del día 29 de octubre de 1884, el cementerio de Horche, en virtud de la Real Orden Circular de 20 de febrero de ese mismo año “tiene malas condiciones higiénicas por hallarse próximo a la población, procede su clausura y construcción de uno en buenas condiciones”. 

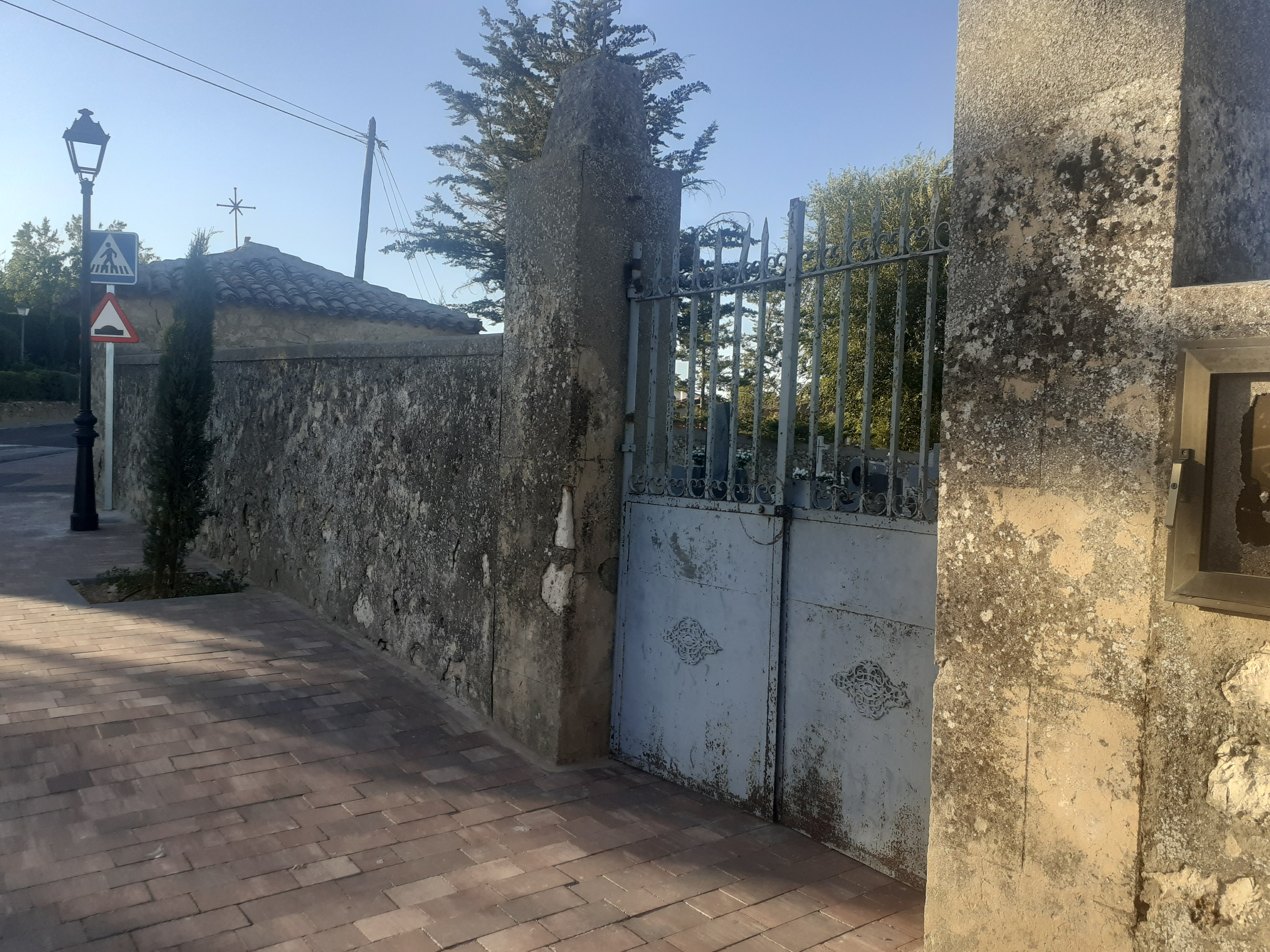
Puerta verja de entrada al cementerio municipal de Horche (Guadalajara)

Aunque desde comienzos del siglo XIX, se impuso la práctica hoy habitual de enterrar en los cementerios extramuros, hubo importantes resistencias a ello. El cementerio de Horche fue construido en 1835, tras la epidemia de cólera morbo que asoló la población, financiado por la parroquia siendo de carácter diocesano.
Se encuentra hoy dentro de la población, muy cerca de la ermita de Nuestra Señora de la Soledad. Según una antigua foto de Tomás Camarillo, la puerta de entrada tenía un tejadillo con dos columnas, hoy desaparecido. En su esquina del lado izquierdo una pequeña edificación con techado de teja, construida en 1868 por Calixto López, donde actualmente se guardan los pasos de Semana Santa y en su día hizo la función de osario y creada para el enterramiento de infantes. En los extremos hay varios cipreses plantados, y a lo largo del cementerio encontramos algún árbol diseminado. 
La segunda zona, es el cementerio municipal que ocupa la parte inferior del cementerio construida en 2014, con entrada lateral por la calle Haza Trucha, con enterramiento en suelo, sin nichos. En su lateral derecho otra edificación municipal para útiles de enterramiento. Superficie total de 4.200 m².

### Ermita de San Sebastián
Está situada en la parte alta de la localidad, cerca del emplazamiento del antiguo Castillo de Mayrena. Se trata del edificio más antiguo de Horche, del siglo XII, y en ella destaca su espadaña.
Todos los meses de enero, la noche anterior al día de San Sebastián, los miembros de su hermandad encienden una hoguera en su puerta dentro de las celebraciones de su patrón.

### Ermita de San Isidro
Se trata de una sencilla construcción ubicada a las afueras del pueblo, en el camino de Aranzueque. Esta pequeña capilla o ermita fue construida en 1581 y dedicada, sucesivamente, a la Virgen de las Nieves, Santa Ana y San Isidro.
Frente a la ermita se levanta una cruz de piedra, que se erigió en recuerdo del antiguo vía crucis que había en el Calvario de la misma época de construcción.
Normalmente, todas las vísperas de 15 de mayo, día de San Isidro, se baja al Santo en procesión hasta la iglesia del pueblo, donde se oficia una misa y se regresa de nuevo en procesión a la ermita.
Existe un relato popular, que ha sido transmitido por generaciones en el que una pareja de enamorados, no asistieron a las fiestas populares y se encontraban apoyados en la cruz frente a la ermita. Un toro escapado de las fiestas llegó hasta allí envistiendo a la joven a pesar de los intentos de su novio por apartarlo.
La chica falleció en el acto por herida de asta; desde ese mismo día se puede apreciar una cruz en el suelo hecha con piedras para conmemorar el acontecimiento.

### Ermita de San Roque
Se ubica en el interior de la localidad justo antes de la bajada de la calle que recibe el mismo nombre y desemboca en la plaza Mayor. Antiguamente se encontraba en las afueras del pueblo, pero hoy ha quedado incluida dentro del casco urbano. No se sabe la fecha de su construcción, sí se sabe que fue en épocas de peste, posiblemente entre el siglo XVI-XVII, como agradecimiento por el cese de la enfermedad. Construida en piedra labrada con una pequeña espadaña para una campana. Según se puede apreciar los sillares de la ermita fueron aprovechados de otra antigua construcción sin identificar.
La entrada de la ermita se encontraba antiguamente flanqueada por dos grandes losas de piedra horizontales situadas a una altura aproximada del suelo de 130 centímetros, donde las familias o madres solteras que no podían mantener a sus hijos o hijas, los dejaban allí abandonados. La altura de las losas era para evitar a perros callejeros o alimañas. A estos bebés se les llamaba “hijos de la piedra”. Cuando eran descubiertos se llevaban al orfanato de Guadalajara o Madrid, donde se daban en adopción. La ermita alberga en su interior la imagen de san Roque con el perro.

### Ermita de la Virgen Dulce
En el cerro de El Picuzo, un monte de la localidad, se construyó una nueva ermita en 1982 en recuerdo a la visita del Papa Pablo II a España (fue idea del sacerdote horchana Alberto García) con imagen de Madre Misericordia de José Antonio Martínez.
El paraje del mismo nombre se sitúa en lo alto de la zona de la sierra, desde donde se avista toda la Vega.

### Lavadero
Es una de las construcciones más populares de la localidad, Bien de Especial Protección. Construido en el año 1578 junto a la “Fuente Vieja” (la fuente más antigua de Horche, que data del siglo XV) con piedra sillería, dando una forma circular al conjunto.
En el centro del lavadero se levanta una piña con cuatro caños que vierten continuamente agua al pilón, cuya capacidad era de aproximadamente cien lavanderas. Ese mismo año se construyó la fuente de “los chorrillos” con cinco caños, adosada al lavadero donde se lavaba la ropa a los enfermos del hospital que estaba justo enfrente y, más tarde, también utilizada para lavar los menudos de las matanzas. En 1612 se colocaron las pilas para clarear la ropa junto a esta fuente. Antiguamente las mujeres podían utilizar el lavadero todos los días, algunos sábados era utilizado por lavadores de lana.
En un principio el lavadero no estaba techado. En 1902 se realizó una primera restauración de las instalaciones dejando grabada la siguiente inscripción: “SE REEDIFICO ESTE LABADERO [sic] / SIENDO ALCALDE ANTONIO FERNANDEZ / 1902.”. En el año 1925 fue definitivamente techado con una armadura dodecágono con columnas de hierro y teja.
El recorrido del agua en el lavadero es el siguiente: brota en la Fuente Vieja, de donde pasa al pilón de aclarar, a continuación al lavadero y por último esa agua se aprovecha para el regadío en las huertas de la Almuñuela.
En octubre de 2014, el Ayuntamiento de Horche, en colaboración con la Federación de Asociaciones para el Desarrollo territorial del Tajo-Tajuña FADETA, llevó a cabo la restauración del recinto exterior del lavadero.
En 2022, el ayuntamiento acomete trabajos de conservación en el lavadero con la impermeabilización bajo teja, la instalación de limahoyas de chapa galvanizada y el posterior montaje de teja árabe.

### Fuente Nueva
Esta fuente se construyó en 1570 con el fin de abastecer a un pueblo creciente, ya que la Fuente Vieja, no cubría las necesidades de suministro de agua. Se invirtieron 118 reales y 4 ducados por los derechos del agua.

### Picota o rollo
En 1537 el emperador Carlos le concedió a Horche el privilegio de obtener el título de Villa por sí y administrar la justicia entre sus ciudadanos sin tener que recurrir a instancias superiores, eximida de la jurisdicción de Guadalajara proclamándose “Señora de sí misma”. 
Se decidió levantarla la picota en 1538, se alzó con toda pompa y solemnidad un monumental rollo de piedra caliza tallada. Construida por Miguel de la Hoz, vecino de la Villa, se plantó sobre cuatro gradas angulares, en medio de la plaza, toda ella hecha de yeso y piedra suelta. Fue ajustada poco después, en 1548, por el maestro de cantería Pedro Medina. Restos suyos  son,  según Juan Talamanco,  algunas  de  las  columnas  con  que se  construyó  el  Calvario.

### Ruinas del poblado "La Malena"
Se sitúan en la Vega de Horche, cerca del río Ungría. Un despoblado con antiguos muros que forman parte de la historia de Horche.

### Frontón - Juego de pelota
Horche conserva su antiguo frontón de dos paredes, en la calle Ceremeño, en las antiguas eras de San Sebastián, el cual data de 1965, gracias a la ayuda de la Delegación Nacional de Educación Física y Deportes. Con 31 x 10 m (290 m²) en 584 m² de parcela.
Su construcción llegó con la moda del frontenis, con el uso de raquetas de tenis, y actualmente forma parte de las instalaciones deportivas municipales, donde se disputan diversos campeonatos.
Los frontones y estos juegos de pelota a mano nos hablan de la repoblación de los pueblos de la Alcarria por pastores vascos, tras la reconquista de estos territorios a los árabes. Antiguamente el lugar donde los chicos, sobre todo los domingos y días de fiesta, echaban largas partidas de pelota a mano, fabricada ésta con restos de goma, cubiertos de tela y finalmente de piel curtida de gato. El primer lugar para ello fue en la calle que lleva su nombre “Juego de pelota”, calle en escalera, que sale de la calle Concepción, lugar que después sería el cine de los “Poloneses”, hoy un bloque de viviendas.
En la década de 1930, uno de los más famosos pelotaris fue el horchano Rafael Sacristán “Manoley”, quien fue campeón de España y de Castilla de pelota de mano.

### Plaza de toros
Plaza estable con aforo para 1.500 localidades, fue inaugurada en 1994.

### Museo Etnográfico de Horche
El Museo Etnográfico de la villa de Horche es un museo público, promovido por la asociación cultural Juan Talamanco, que cuenta con el apoyo del Ayuntamiento, gracias a la adecuación y cesión del uso del edificio municipal, una antigua vivienda popular situada en el casco histórico, esquina a dos calles, con bodega excavada.
El museo abrió sus puertas el 1 de septiembre de 2011 con el objetivo fundamental de conservar, exponer y transmitir a las generaciones futuras la identidad cultural e histórica de Horche. Nace por iniciativa de un socio de la asociación, Miguel Salazar, quien durante años había recopilado piezas de carácter etnográfico. A partir de entonces las donaciones y cesiones de objetos y enseres de numerosos vecinos se han ido sucediendo año tras año, aumentando la colección, su valor y la necesidad de disponer de un espacio adaptado a la misma para su exposición pública de un modo visual, didáctico y ameno.
De este modo, los diferentes espacios del museo permiten al visitante conocer la actividad agrícola y ganadera de nuestros antepasados, los diferentes oficios de antaño y la artesanía popular con los enseres y herramientas utilizados. También se exponen muestras de los lugares habitados con utensilios de uso doméstico, hábitos de vida, tradiciones, costumbres y religiosidad popular. Sin olvidar una muestra de piezas arqueológicas de los primeros pobladores de Horche.
El 22 de julio de 2023 reabre sus puertas tras un proceso de rehabilitación de salas y espacios.

## Patrimonio Industrial

### Matadero municipal

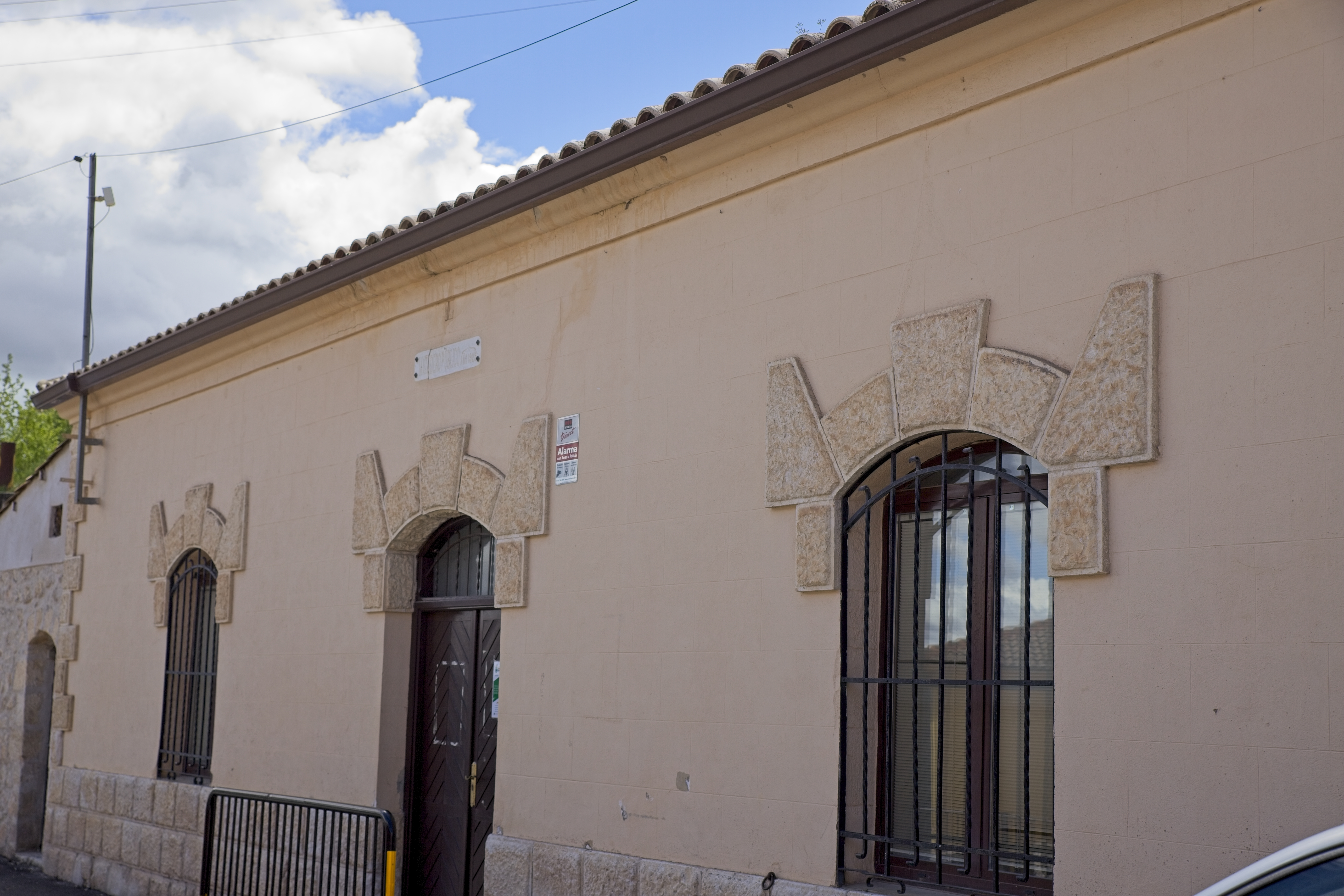
Fachada matadero público de Horche (Guadalajara)

A lo largo del siglo XX, diversas leyes fueron perfilando los servicios que debían ofrecer los mataderos municipales, al tiempo que se extremaban las condiciones higiénico-sanitarias en todo el proceso del sacrificio y manipulación de la carne. El Real Decreto de 12 de enero de 1904 y el del 6 de abril de 1905, en el que se dispone que las capitales de provincia y poblaciones de más de 10.000 habitantes procedan con urgencia a construir un matadero para toda clase de ganados o reformar los ya existentes. También procuró que la venta de carne se hiciera directamente del productor al carnicero a fin de abaratar su precio evitando intermediarios. 
El 1918 se promulgaba el Reglamento General Mataderos que de nuevo promovía centralizar el sacrificio de animales y unificaba actuaciones como las inspecciones de veterinarios. El Reglamento en esta ocasión obligaba a construir o acondicionar matadero en municipios de más de 2 000 habitantes. Según figura en el mismo edificio, el existente en Horche fue construido en 1925.
Edificio de planta rectangular de una sola planta. Está construido en ladrillo enlucido sobre un pequeño zócalo de sillares de labra tosca, también utilizado con finalidad decorativa en los vanos, bandas decorativas de la fachada y esquinas. Está cubierto con teja a dos aguas. Su fachada principal está situada en uno de los lados largos. En ella, centrada, se abre la puerta en arco de muy rebajado en resalte, con dovelas decorativas coronando las aberturas. Está flanqueada por sendas ventanas enrejadas, también en arcos rebajados con misma decoración. Recorren la fachada dos bandas decorativas enlucidas en la parte superior junto al alero.
Estuvo en servicio hasta último decenio del siglo XX. En 1985 hubo obras de ampliación y mejora del matadero municipal de Horche permitieron ganar en espacio, en higiene y en condiciones sanitarias en una localidad de buenos rebaños de ganado lanar, donde los carniceros eran a la vez ganaderos y sacrificaban las reses. Durante las fiestas patronales, los toros de lidia bajaban arrastrados por mulas desde la plaza mayor hasta el matadero. Cerca de su ubicación, al final de la calle Mayor, se encuentra la denominada Cuesta del Matadero. Tras su cierre se rehabilitó para albergar la Escuela de Música o de Arte municipal e incluso como sala de exposiciones.

### El Granero del Servicio Nacional del Trigo
En marzo de 1953 el ayuntamiento cedió gratuitamente a la Hermandad de Labradores un solar para la construcción del “granero”. En septiembre se concretó que el solar tendría 2.100 m² de superficie y se segregaría de otro de 23 890 m² situado en el paraje conocido como “Frente a Eras del Calvario”, estableciendo que si la Hermandad no le diera uso para el que se cede volvería a patrimonio municipal. Por Decreto de 24 de septiembre de 1954 se declaró de urgencia la realización de un granero para cereal en Horche. A los efectos oportunos se declara la expropiación de una finca de aproximadamente 500 metros cuadrados de extensión, propiedad de Lucía Fernández Bravo.
El 13 de enero de 1955 se aprobó la cesión al Servicio Nacional del Trigo de una parcela de 600 m² en San Roque para construir el almacén-granero. En el mes de julio de 1956 se inauguró, con una capacidad para cien vagones entrando en servicio en la campaña de ese mismo año. A diferencia de un silo, un granero tiene una estructura más amplia y abierta, generalmente sobre el suelo, que se utiliza para almacenar granos y otros productos agrícolas, así como herramientas y maquinaria agrícola. Junto al granero se instaló una báscula de pesaje, de la cual se conserva únicamente su maquinaria de pesado, fabricada por la casa barcelonesa Arisó, situada en una pequeña edificación anexa al granero, por eso este espacio también es conocido como “la báscula”.
En noviembre de 2007 el Ayuntamiento puso en marcha en el interior de este espacio un Centro Joven granero, instalando mobiliario de juego como futbolines, billares, mesas de ping-pong y dianas, entre otros. Se utiliza para celebración de actividades y actos municipales.
Actualmente en el exterior del “granero”, en la comentada pequeña edificación adosada al edificio, está instalada la Oficina de Turismo de la Mancomunidad Villas Alcarreñas, una asociación de municipios constituida en 1991 integrada por los municipios de Alhóndiga, Auñon, Fuentelencina, Horche, Moratilla de los Meleros, Peñalver, Romanones y Tendilla.

### Fábrica de Gaseosas “La Horchana”
En Guadalajara ha habido, en muchísimos pueblos, fábricas de gaseosa. En Guadalajara capital «La Industrial» y en Horche «La Horchana» eran bastante populares. Pero en Brihuega tuvieron a «La Alcarreña», en Mondéjar «La Amazona», en Tórtola la «Ramírez» y en Yebra Gaseosas «El Sagrado Corazón de Jesús», todo un monumento a la tradición. 
Se conoce que en 1956 Horche contaba con dos industrias dedicadas a aguas carbónicas o gaseosas, «La Antigua» y «La Horchana».
La principal característica de todas las botellas que salían de la fábrica de La Antigua era que llevaban impreso en rojo el escudo de Horche y por su parte, las botellas de La Horchana, el dibujo de la ermita de la Virgen de la Soledad, como prueba de que eran empresas con denominación de origen del pueblo.

## Rodaje de cine
En Horche se rodaron algunas escenas de la película Guapo heredero busca esposa, una comedia española estrenada el 25 de septiembre de 1972, dirigida por Luis María Delgado y protagonizada en los papeles principales por Alfredo Landa y Esperanza Roy.
En 2018 también fue objetivo de cámara en el rodaje del cortometraje de La llave maestra dirigido por Rut García y David García, y producido por Pablo Díaz Cabarcos. Estrenada en 2019 donde una maestra brillante llega a una escuela rural donde ocho niños transforman su vida.

## Fiestas de interés
- Fiestas Patronales, del 7 al 12 de septiembre. Los primeros eventos se inician a finales de agosto y concluyen el 12 de septiembre, en que se celebran la misa de las peñas y los fuegos artificiales. Los encierros taurinos (por el campo y por las calles) se celebran los días 9,10 y 11.
- Feria Chica, celebrada durante el Puente del Pilar (12 de octubre).
- Hogueras de la Purísima, el Puente de la Constitución y la Inmaculada Concepción. Es una fiesta declarada de interés turístico provincial, cuyos protagonistas son los vecinos, que saltan grandes hogueras. Las hogueras se encienden enfrente de la casa de cada uno de esos hermanos, como símbolo de las doce estrellas que rodean la corona de la imagen de la Inmaculada Concepción.
- Concurso del vino, el último domingo de abril.
- Voto Villa, el tercer domingo de mayo. La fiesta se remonta a 1710, en que los horchanos sacaron a la Virgen de la Soledad en procesión para que cesara una plaga de langosta.[24]
- Álvar Fáñez, una pequeña celebración, con representación teatral por el diferentes escenarios por las calles del pueblo. En fecha próxima a la noche de San Juan en conmemoración de la conquista cristiana de la villa, por Alvar Fáñez de Minaya, primo y lugarteniente del Cid, la noche del 23 de junio de 1085, organizada por la Asociación Cultural “Juan Talamanco” de Horche, en colaboración con el ayuntamiento.